# Call of Duty

Il logo della serie dal 2023.

Call of Duty, noto anche con l'acronimo COD, è una serie di videogiochi statunitense, sparatutto in prima persona, i cui titoli principali della saga vengono pubblicati a cadenza annuale da Activision e sviluppati da diverse software house, tra cui Infinity Ward, Treyarch, Sledgehammer Games e Raven Software. Solitamente nei capitoli della serie sono comprese tre modalità diverse, fra cui il giocatore singolo, il multigiocatore e la modalità cooperativa.
Il primo capitolo venne pubblicato per Microsoft Windows il 29 ottobre 2003, dando inizio a una delle serie videoludiche più famose e vendute in tutto il mondo. Ad aprile 2021, il sito Callofduty.com comunica che la serie ha superato i 400 milioni di copie vendute. Le vendite di tutti i giochi Call of Duty hanno superato i 15 miliardi di dollari. Altri prodotti in franchising includono una linea di personaggi d'azione progettati da Plan-B Toys, un gioco di carte creato da Upper Deck Company, set Mega Bloks di Mega Brands e una mini serie di fumetti pubblicata da WildStorm Productions.
Il franchise ha generato 30 miliardi di dollari di entrate entro il 2022. La serie è verificata dal Guinness World Records come la serie di giochi sparatutto in prima persona più venduta. È anche il franchise di videogiochi di maggior successo creato negli Stati Uniti e il quarto franchise di videogiochi più venduto di tutti i tempi. Altri prodotti del franchise includono una linea di action figure progettate da Plan B Toys, un gioco di carte creato da Upper Deck Company, set Mega Bloks di Mega Brands e una miniserie di fumetti pubblicata da WildStorm Productions e un lungometraggio in fase di sviluppo.
Dopo l'acquisizione di Activision Blizzard da parte di Microsoft, Call of Duty è parte di Microsoft Gaming, quindi Xbox.
A partire da ottobre 2023, Call of Duty ha venduto oltre 425 milioni di copie e ha 100 milioni di giocatori attivi mensili su tutte le piattaforme.
A Settembre 2025 la serie conta 22 capitoli ufficiali e 12 spin-off.

## Videogiochi

### Principali
- Call of Duty (2003)
- Call of Duty 2 (2005)
- Call of Duty 3  (2006)
- Call of Duty 4: Modern Warfare (2007)
- Call of Duty: World at War (2008)
- Call of Duty: Modern Warfare 2 (2009)
- Call of Duty: Black Ops (2010)
- Call of Duty: Modern Warfare 3 (2011)
- Call of Duty: Black Ops II (2012)
- Call of Duty: Ghosts (2013)
- Call of Duty: Advanced Warfare (2014)
- Call of Duty: Black Ops III (2015)
- Call of Duty: Infinite Warfare (2016)
- Call of Duty: World War II (2017)
- Call of Duty: Black Ops IV (2018)
- Call of Duty: Modern Warfare (2019)
- Call of Duty: Black Ops Cold War (2020)
- Call of Duty: Vanguard (2021)
- Call of Duty: Modern Warfare II (2022)
- Call of Duty: Modern Warfare III (2023)
- Call of Duty: Black Ops 6 (2024)
- Call of Duty: Black Ops 7 (2025)

### Spin-off
- Call of Duty: L'ora degli eroi (2004)
- Call of Duty: United Offensive (2004)
- Call of Duty 2: Big Red One (2005)
- Call of Duty: Roads to Victory (2007)
- Call of Duty: World at War: Final Fronts (2008)
- Call of Duty: Modern Warfare - Force Recon (2009)
- Call of Duty: World at War - Zombies (2009)
- Call of Duty: Black Ops - Zombies (2011)
- Call of Duty: Black Ops Declassified (2012)
- Call of Duty: Mobile (2019)
- Call of Duty: Warzone (2020)
- Call of Duty: Warzone 2.0 (2022)

## Serie

### Seconda guerra mondiale
- Call of Duty (2003)
- Call of Duty 2 (2005)
- Call of Duty 3  (2006)
- Call of Duty: World at War (2008)
- Call of Duty: World War II (2017)
- Call of Duty: Vanguard (2021)

### Modern Warfare
- Call of Duty 4: Modern Warfare (2007)
- Call of Duty: Modern Warfare 2 (2009)
- Call of Duty: Modern Warfare 3 (2011)
- Call of Duty: Modern Warfare (2019)
- Call of Duty: Modern Warfare II (2022)
- Call of Duty: Modern Warfare III (2023)

### Black Ops
- Call of Duty: Black Ops (2010)
- Call of Duty: Black Ops II (2012)
- Call of Duty: Black Ops III (2015)
- Call of Duty: Black Ops IIII (2018)
- Call of Duty: Black Ops Cold War (2020)
- Call of Duty: Black Ops 6  (2024)
- Call of Duty: Black Ops 7 (2025)

### Stand-alone
- Call of Duty: Ghosts (2013)
- Call of Duty: Advanced Warfare (2014)
- Call of Duty: Infinite Warfare (2016)